# Muzeum Arlezyjskie

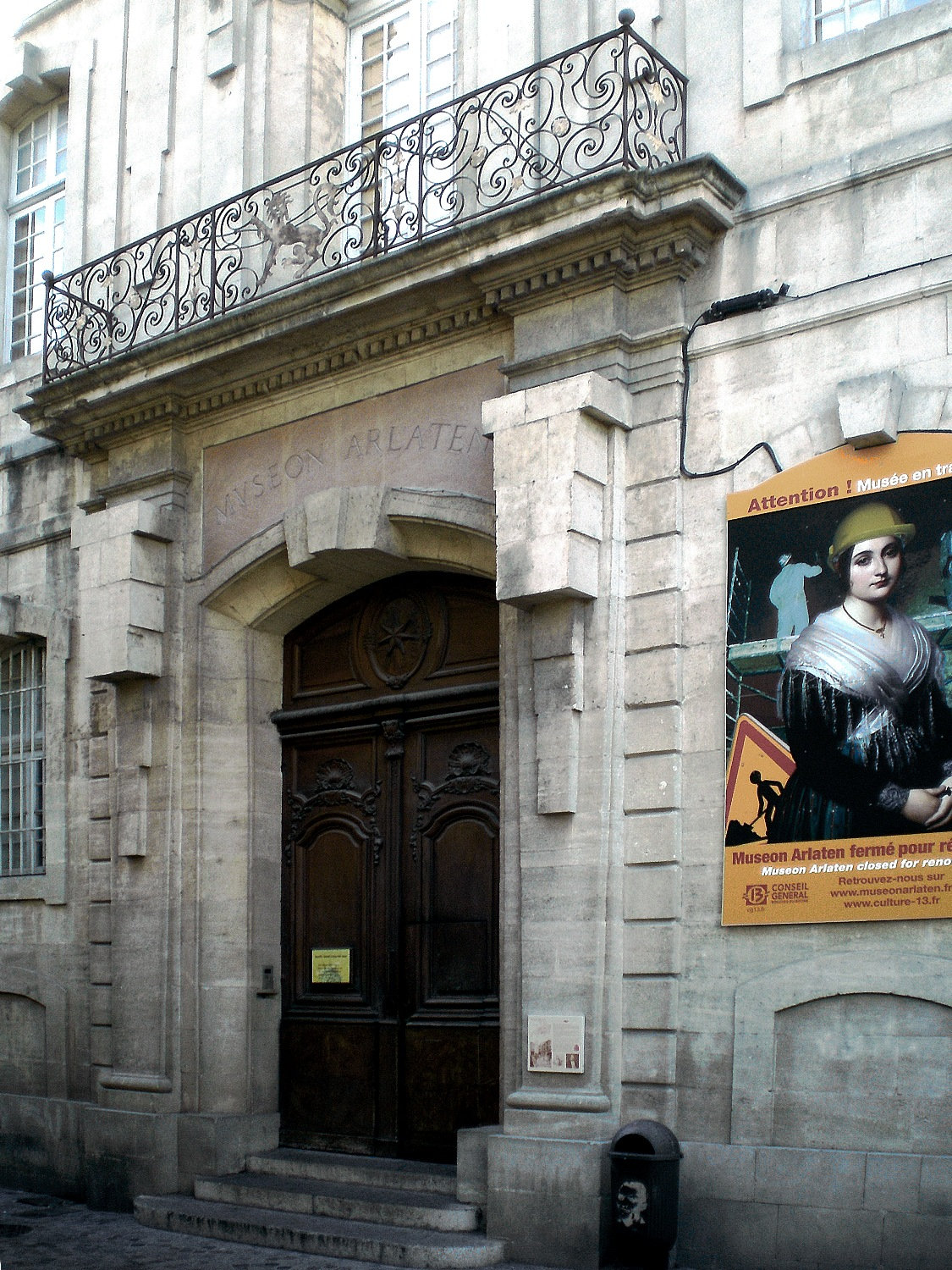
Wejście do muzeum

Muzeum Arlezyjskie, także Muzeum Arelackie (prowans. Museon Arlaten) – muzeum etnograficzne we francuskim Arles. Siedzibą muzeum jest renesansowy pałac Laval-Castellane.  
Muzeum zostało założone w roku 1896 przez Frédérica Mistrala, ale otwarcie pierwszej ekspozycji nastąpiło dopiero po zgromadzeniu zbiorów w roku 1899. W roku 1904, dzięki pieniądzom za Nagrodę Nobla, Mistral odnowił pałac Laval-Castellane i przeniósł do niego całą kolekcję. W muzeum zebrano pamiątki związane z miejscowym folklorem oraz wiele dokumentów ukazujących okres odrodzenia prowansalskiego. Obecnie muzeum liczy około 35 000 eksponatów, wśród nich: stroje regionalne, meble, zapisy nutowe, obiekty numizmatyczne, narzędzia rolnicze i rzemieślnicze oraz dzieła sztuki malarskiej i rzeźbiarskiej.